# Sina Peschke

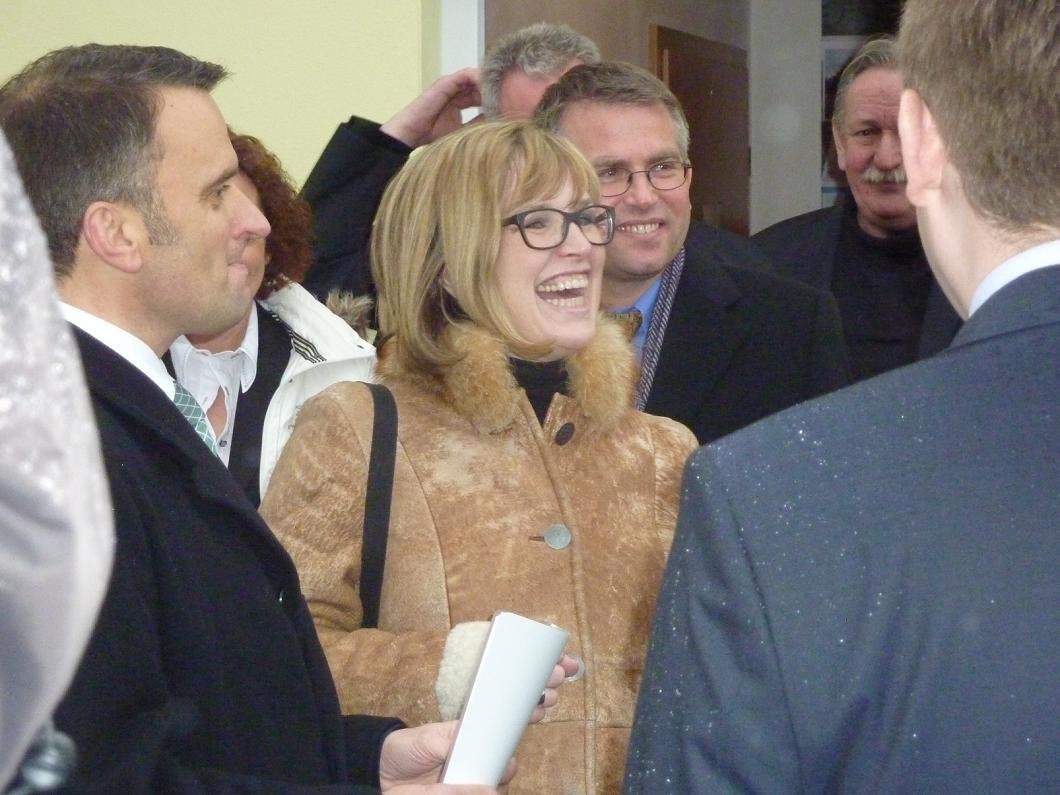
Sina Peschke (2012)

Sina Peschke (* 12. September 1967 in Gera) ist eine deutsche Radiomoderatorin.

## Werdegang
Sina Peschke ist in Hermsdorf (Thüringen) aufgewachsen. Seit 1990 ist sie für Hörfunksender tätig. Nachdem sie ein Jahr an der Akademie für Neue Medien in Kulmbach studiert hatte, startete sie on-air in Sachsen bei MDR Life. Parallel war sie auch bei Radio PSR zu hören. Als sie später nach Thüringen wechselte, übernahm sie bei Antenne Thüringen im Jahr 1993 die Morgensendung, zusammen mit Frank Brachvogel. Zusätzlich war sie ab 1998 hier auch Programmchefin und verhalf dem Sender zu einem starken Reichweitenwachstum und „Allzeithoch“ von über 300.000 Hörern. Nachdem Sina Peschke die Antenne-Thüringen-Morgensendung gemeinsam mit Frank Sandmann moderiert hatte, wechselte sie im Oktober 2005 zu LandesWelle Thüringen.
Dort war sie am Samstagvormittag mit einer Interview-Sendung sowie am Nachmittag mit der Sendung Sina Peschke von drei bis frei zu hören. Ab September 2012 moderierte sie bei LandesWelle den LandesWelle FrühstücksClub. Die Sendung startete gemeinsam mit Thorsten Rother, später moderierte Peschke gemeinsam mit Marco Fischer. Zum 30. Juni 2015 beendete Peschke ihre Tätigkeit bei Landeswelle. Ab Dezember 2015 moderierte Sina Peschke beim Radiosender Radio SAW die Sendungen „Sina Peschke trifft“, jeden 2. Sonntag von 9.00 Uhr bis 11.00 Uhr. Seit Herbst 2023 moderiert sie wieder bei Antenne Thüringen.

## Auszeichnungen
- Beste Moderation, Mitteldeutscher Medienpreis 2009 (Nominierung)
- Beste Moderatorin, Deutscher Radiopreis 2012[8][9]
- Beste Moderation, Hörfunkpreis Mitteldeutschland 2013[10][11]
- Beste Programmaktion für Radio SAW, Hörfunkpreis Mitteldeutschland 2015[12]
- Beste Moderation, Hörfunkpreis Mitteldeutschland 2017[13]